# Harold Hammer-Schenk
Harold Hammer-Schenk (* 31. Mai 1944 in Königs Wusterhausen) ist ein deutscher Kunsthistoriker und emeritierter Hochschullehrer.

## Leben
Hammer-Schenk studierte Kunstgeschichte, Archäologie, Germanistik sowie Vor- und Frühgeschichte in Wien, Tübingen und Freiburg im Breisgau. 1974 wurde er mit einer Dissertation über den Synagogenbau in Deutschland in der Zeit von 1800 bis 1871 promoviert. Am Kunsthistorischen Institut der TH Hannover war er als Wissenschaftlicher Assistent tätig und habilitierte sich 1981 mit einer Arbeit über Synagogenbau in Deutschland zwischen 1780 und 1933. Hammer-Schenk lehrte als Professor an der Universität Hannover, an der Gesamthochschule Kassel und ab 1989 am Kunsthistorischen Institut der Freien Universität Berlin. 2009 wurde er emeritiert.
Hammer-Schenk ist mit der Historikerin und Germanistin Solveig Hammer-Schenk verheiratet, die unter dem Künstlernamen Anna Werliková als Klezmer-Sängerin auftritt. Er hat ein Kind und lebt mit seiner Familie in Berlin.

## Schriften (Auswahl)
- mit D. Waskönig, G. Weiss: Kunstgeschichte gegen den Strich gebürstet? 10 Jahre Ulmer Verein. 1968–1978. Geschichte in Dokumenten. Ulmer Verein, Marburg 1997, ISBN 3-93758-00-5. (Neuaufl. der Ausg. Hannover 1979)
- Harold Hammer-Schenk, Günther Kokkelink (Hrsg.): 
  - Vom Schloss zum Bahnhof. Bauen in Hannover. Zum 200. Geburtstag des Hofarchitekten Georg Ludwig Friedrich Laves. Katalog zur Ausstellung vom 13. Oktober 1988 bis 8. Januar 1989. Institut für Bau- und Kunstgeschichte der Universität Hannover,  Historisches Museum Hannover, Hannover 1988, ISBN 978-3-88746-223-9 und ISBN 3-88746-223-8; Inhaltsverzeichnis
  - Laves und Hannover. Niedersächsische Architektur im neunzehnten Jahrhundert. Revidierte Neuauflage der früheren Ausgabe unter dem Titel Vom Schloss zum Bahnhof, Hannover: Edition Libri Artis Schäfer, 1989, ISBN 978-3-88746-236-9 und ISBN 3-88746-236-X; Inhaltsverzeichnis
- mit Xenia Riemann: Von Paul Wallot bis Norman Foster. Der Reichstag. Die Geschichte eines Denkmals. Reichstagsgebäude, Sitz des Deutschen Bundestages, Platz der Republik, Berlin-Tiergarten. Gebr. Mann, Berlin 2002, ISBN 3-7861-2417-5.
- Kunsttheorie und Kunstgeschichte des 19. Jahrhunderts in Deutschland, Bd. 2. Reclam, Stuttgart 1997, ISBN 3-15-007889-X.
- (unter Mitarbeit von E. Gässler): Bibliographie zur Baugeschichte der Stadt Hannover. (= Schriften des Instituts für Bau- und Kunstgeschichte der Technischen Universität Hannover) Hannover 1978, ISBN 3-931585-01-8.
- Entwürfe preußischer Architekten im Ausland. Architekturzeichnungen aus der Plansammlung der Universitätsbibliothek der Technischen Universität Berlin. (Ausstellung der Plansammlung der Universitätsbibliothek der Technischen Universität Berlin und des Kunsthistorischen Instituts der Freien Universität Berlin zum XXVIII. Internationalen Kongress für Kunstgeschichte, Berlin 15. – 20. Juli 1992 (International Congress of the History of Art 28)) Berlin 1992.
- Beitrag in: Hans-Peter Schwarz (Hrsg.) Die Architektur der Synagoge. Klett-Cotta, Stuttgart 1988, ISBN 3-608-76272-8.
- mit Dieter Lange: Alte Stadt – moderne Zeiten. Stadt im Wandel. Landesausstellung Niedersachsen 1985. Kunst und Kultur des Bürgertums in Niedersachsen. Eine Fotodokumentation zum 19. und 20. Jahrhundert. (Braunschweig, 24. August – 24. November 1985, Burg Dankwarderode), Hrsg.: Cord Meckseper;  Verlag des Braunschweigischen Landesmuseums, Braunschweig 1985, ISBN 3-88746-120-7.